# Мэйсон, Десмонд
Десмонд Тремейн Мэйсон (англ. Desmond Tremaine Mason; род. 11 октября 1977 года в Уоксахачи, Техас, США) — американский профессиональный баскетболист, выступавший в Национальной баскетбольной ассоциации. Играл на позиции атакующего защитника и лёгкого форварда. Был выбран на драфте НБА 2000 года в 1-м раунде под общим 17-м номером командой «Сиэтл Суперсоникс».

## Карьера
Мэйсон был выбран под 17-м номером на драфте НБА 2000 года командой «Сиэтл Суперсоникс». В 2001 году Десмонд стал первым игроком в истории «Суперсоникс», выигравшем Конкурс по броскам сверху НБА. Он также занял второе место в 2003 году, уступив только Джейсону Ричардсону. В 2003 году Мэйсон и Гэри Пэйтон были обменяны в «Милуоки Бакс» на Рэя Аллена и Рональда Мюррея. 26 октября 2005 году он вместе с будущий пиком первого раунда драфта 2006 года был обменян в «Нью-Орлеан Хорнетс» на Джамаала Маглойра. 23 июля 2007 года Мэйсон подписал контракт с «Бакс» после двух лет отсутствия в команде. Сначала генеральный менеджер команды Ларри Харрис был недоволен его переходом в 2005 году, но Мэйсон сказал, что он счастлив вернуться в Милуоки. 13 августа 2008 года Десмонд был обменян обратно в «Оклахома-Сити Тандер» (ранее «Сиэтл Суперсоникс»), в ходе трёхсторонней сделки были обменян 6 игроков, связанные с «Тандер», «Милуоки» и «Кливленд Кавальерс», которые отправили Мо Уильямса в «Кливленд», Мэйсон и Джо Смит в «Оклахому», а Деймон Джонс, Люк Риднаур и Адриан Гриффин в «Бакс». Десмонд снова вернулся в состав бывшей команды «Суперсоникс». 17 сентября 2009 года Мэйсон подписал минимальный контракт с «Сакраменто Кингз». После сыгранных пяти матчей (4 из которых в старте), Кингз отказались от него.

## Физические данные
- Рост 196 см
- Вес 101 кг
- Размах рук 214 см
- Вертикальный прыжок 95,5 см

## Статистика

### Статистика в НБА
| Сезон                                                                                    | Команда       | Регулярный сезон | Регулярный сезон | Регулярный сезон | Регулярный сезон | Регулярный сезон | Регулярный сезон | Регулярный сезон | Регулярный сезон | Регулярный сезон | Регулярный сезон | Регулярный сезон | Серия плей-офф | Серия плей-офф | Серия плей-офф | Серия плей-офф | Серия плей-офф | Серия плей-офф | Серия плей-офф | Серия плей-офф | Серия плей-офф | Серия плей-офф | Серия плей-офф |
| Сезон                                                                                    | Команда       | GP               | GS               | MPG              | FG%              | 3P%              | FT%              | RPG              | APG              | SPG              | BPG              | PPG              | GP             | GS             | MPG            | FG%            | 3P%            | FT%            | RPG            | APG            | SPG            | BPG            | PPG            |
| ---------------------------------------------------------------------------------------- | ------------- | ---------------- | ---------------- | ---------------- | ---------------- | ---------------- | ---------------- | ---------------- | ---------------- | ---------------- | ---------------- | ---------------- | -------------- | -------------- | -------------- | -------------- | -------------- | -------------- | -------------- | -------------- | -------------- | -------------- | -------------- |
| 2000/01                                                                                  | Сиэтл         | 78               | 14               | 19,5             | 43,1             | 26,9             | 73,6             | 3,2              | 0,8              | 0,5              | 0,3              | 5,9              | Не участвовал  | Не участвовал  | Не участвовал  | Не участвовал  | Не участвовал  | Не участвовал  | Не участвовал  | Не участвовал  | Не участвовал  | Не участвовал  | Не участвовал  |
| 2001/02                                                                                  | Сиэтл         | 75               | 21               | 32,3             | 46,4             | 27,1             | 84,8             | 4,7              | 1,4              | 0,9              | 0,4              | 12,4             | 5              | 5              | 41,0           | 42,1           | 33,3           | 58,8           | 6,2            | 1,8            | 0,8            | 0,4            | 11,8           |
| 2002/03                                                                                  | Сиэтл         | 52               | 15               | 34,8             | 43,6             | 29,1             | 74,0             | 6,4              | 1,8              | 0,9              | 0,4              | 14,1             | Не участвовал  | Не участвовал  | Не участвовал  | Не участвовал  | Не участвовал  | Не участвовал  | Не участвовал  | Не участвовал  | Не участвовал  | Не участвовал  | Не участвовал  |
| 2002/03                                                                                  | Милуоки       | 28               | 25               | 34,0             | 47,4             | 29,4             | 76,5             | 6,7              | 2,4              | 0,7              | 0,4              | 14,8             | 6              | 6              | 34,0           | 50,9           | 0,0            | 71,0           | 7,0            | 0,8            | 1,0            | 0,7            | 13,0           |
| 2003/04                                                                                  | Милуоки       | 82               | 31               | 30,9             | 47,2             | 23,1             | 76,9             | 4,4              | 1,9              | 0,7              | 0,3              | 14,4             | 5              | 5              | 39,6           | 33,8           | 0,0            | 84,6           | 4,8            | 2,4            | 0,8            | 0,4            | 14,4           |
| 2004/05                                                                                  | Милуоки       | 80               | 71               | 36,2             | 44,3             | 12,5             | 80,2             | 3,9              | 2,7              | 0,7              | 0,3              | 17,2             | Не участвовал  | Не участвовал  | Не участвовал  | Не участвовал  | Не участвовал  | Не участвовал  | Не участвовал  | Не участвовал  | Не участвовал  | Не участвовал  | Не участвовал  |
| 2005/06                                                                                  | Нью-Орлеан    | 70               | 55               | 30,0             | 39,9             | 16,7             | 68,2             | 4,3              | 0,9              | 0,6              | 0,2              | 10,8             | Не участвовал  | Не участвовал  | Не участвовал  | Не участвовал  | Не участвовал  | Не участвовал  | Не участвовал  | Не участвовал  | Не участвовал  | Не участвовал  | Не участвовал  |
| 2006/07                                                                                  | Нью-Орлеан    | 75               | 75               | 34,3             | 45,2             | -                | 66,3             | 4,6              | 1,5              | 0,7              | 0,3              | 13,7             | Не участвовал  | Не участвовал  | Не участвовал  | Не участвовал  | Не участвовал  | Не участвовал  | Не участвовал  | Не участвовал  | Не участвовал  | Не участвовал  | Не участвовал  |
| 2007/08                                                                                  | Милуоки       | 59               | 56               | 28,8             | 48,2             | -                | 65,9             | 4,3              | 2,1              | 0,7              | 0,5              | 9,7              | Не участвовал  | Не участвовал  | Не участвовал  | Не участвовал  | Не участвовал  | Не участвовал  | Не участвовал  | Не участвовал  | Не участвовал  | Не участвовал  | Не участвовал  |
| 2008/09                                                                                  | Оклахома-Сити | 39               | 19               | 27,3             | 43,5             | 0,0              | 54,1             | 4,0              | 1,2              | 0,4              | 0,8              | 7,5              | Не участвовал  | Не участвовал  | Не участвовал  | Не участвовал  | Не участвовал  | Не участвовал  | Не участвовал  | Не участвовал  | Не участвовал  | Не участвовал  | Не участвовал  |
| 2009/10                                                                                  | Сакраменто    | 5                | 4                | 13,1             | 41,7             | -                | 75,0             | 2,6              | 0,4              | 0,2              | 0,2              | 2,6              | Не участвовал  | Не участвовал  | Не участвовал  | Не участвовал  | Не участвовал  | Не участвовал  | Не участвовал  | Не участвовал  | Не участвовал  | Не участвовал  | Не участвовал  |
|                                                                                          | Всего         | 643              | 386              | 30,5             | 44,9             | 26,0             | 74,0             | 4,5              | 1,6              | 0,7              | 0,4              | 12,1             | 16             | 16             | 37,9           | 41,4           | 11,1           | 73,0           | 6,1            | 1,6            | 0,9            | 0,5            | 13,1           |
| Наведите курсор мыши на аббревиатуры в заголовке таблицы, чтобы прочесть их расшифровку. |               |                  |                  |                  |                  |                  |                  |                  |                  |                  |                  |                  |                |                |                |                |                |                |                |                |                |                |                |

### Статистика в NCAA
| Сезон | Команда        | Conf   | Class | GP  | GS  | MPG  | FG%  | 3P%  | FT%  | RPG | APG | SPG | BPG | PPG  |
| --- | -------------- | ------ | ----- | --- | --- | ---- | ---- | ---- | ---- | --- | --- | --- | --- | ---- |
| 1996/97 | Оклахома Стэйт | Big 12 | FR    | 32  | 12  | 16,8 | 37,7 | 32,7 | 62,2 | 2,5 | 0,7 | 0,4 | 0,3 | 4,5  |
| 1997/98 | Оклахома Стэйт | Big 12 | SO    | 29  | 29  | 32,7 | 52,5 | 31,9 | 69,9 | 7,7 | 1,6 | 1,8 | 0,7 | 14,6 |
| 1998/99 | Оклахома Стэйт | Big 12 | JR    | 34  | 34  | 34,7 | 48,0 | 34,2 | 74,6 | 7,9 | 0,8 | 1,6 | 0,9 | 15,4 |
| 1999/00 | Оклахома Стэйт | Big 12 | SR    | 34  | 34  | 35,4 | 49,9 | 43,0 | 76,7 | 6,6 | 1,5 | 1,2 | 1,0 | 18,0 |
| Всего | Всего          | Всего  | Всего | 129 | 109 | 30,0 | 48,6 | 37,2 | 73,1 | 6,2 | 1,1 | 1,2 | 0,7 | 13,2 |
| Наведите курсор мыши на аббревиатуры в заголовке таблицы, чтобы прочесть их расшифровку Статистика приведена с сайта sports-reference.com |                |        |       |     |     |      |      |      |      |     |     |     |     |      |